# Philipp Jakob Rittler
Philipp Jakob Rittler (* um 1637; † 19. Februar 1690 in Olmütz) war ein römisch-katholischer Priester und ein Komponist des Barock.

## Leben
Die genaue Herkunft Philipp Jakob Rittlers ist nicht bekannt, eventuell stammte er aus Schlesien. Seit 1655 studierte er am Jesuitengymnasium in Troppau. Hier traf er Heinrich Ignaz Franz Biber und Pavel Josef Vejvanovský, die auch in Troppau ihre schulische Ausbildung erfuhren, mit Vejvanovský verband ihn eine lebenslange Freundschaft. Erwähnt wird Rittler 1669–1673 als Priester und Hofkapellmeister des Fürsten Johann Seyfried von Eggenberg im Schloss Eggenberg in Graz. Es wird angenommen, dass er sein in Troppau begonnenes Theologie- und Musikstudium in Graz fortsetzte. Er sprach und schrieb fließend Deutsch und Tschechisch.
Im Jahr 1675 wurde er Kaplan am Hof des Bischofs von Olmütz Karl Liechtenstein-Kastelkorn in Kremsier. 1678 wurde Rittler vom Domkapitel zum Domvikar und Chorleiter der St.-Wenzel-Kathedrale in Olmütz berufen, eine Stellung, die er bis zu seinem Lebensende behielt.
Bevor Rittler 1675 in den Dienst des Olmützer Bischofs eintrat, komponierte er vorwiegend weltliche Instrumentalmusik, ab seiner Zeit in Kremsier und danach in Olmütz wandte er sich der geistlichen Musik zu. Die anspruchsvollen Solostimmen seiner Kompositionen weisen darauf hin, dass ihm am Hof des Bischofs sehr gute Musiker zur Verfügung standen, er selbst dürfte die Violine ausgezeichnet beherrscht haben. Sein Schaffen greift die europäischen Musiktrends der damaligen Zeit auf.

## Werk (Auswahl)
- Missa Harmonia Genethliaca (zum Geburtstag des Bischofs 1674)
- 2× Missa Carolina
- Missa Nativitatis.
- Requiem Claudiae Imperatricis, (Requiem für die verstorbene zweite Frau von Kaiser Leopold I. Erzherzogin Claudia Felizitas von Österreich-Tirol)
- Te Deum laudamus (komponiert anlässlich der Geburt des Fürsten Joseph im Jahr 1678 und des Friedens mit dem Französisch König im Jahre 1679)
- Ave regina coelorum (Motette)

### Instrumental
- Sonata à 6 „Allein Gott in der Höh’ sei Ehr“ für 2 Violinen, Clarino, 3 Posaunen & Basso Continuo
- 5 Sonaten für 2 Violinen, 3 Bratschen & Basso ontinuo, 1663
- 3 Sonaten a 5, um 1663
- Sonata, für 2 Violinen, 4 Bratschen, Violone und Orgel, 1663
- Sonaten, 2 Violinen, 2 Bratschen, Violone und Orgel 1665
- Sonaten, für 2 Violinen, 3 Bratschen und Orgel, 1666
- Sonaten, für 2 Violinen, 3 Bratschen und Orgel 1669
- Sonata à 17, für 2 Violinen, 3 Bratschen, 6 Trompeten, 4 Posaunen, Violone, Pauken und Orgel, um 1670
- Aria villanesca, Violine, 3 Bratschen, Fagott, 3 Blockflöten, Cembalo und Violone, um 1670
- Balleti, Violine, 3 Bratschen, 2 Trompeten, Violone und Cembalo, 1675
- Sonata S. Caroli, für 2 Violinen, 3 Bratschen, 6 Trompeten, 3 Posaunen, Violone, Pauke und Cembalo, 1675
- Sonata  für 2 Violinen, 3 Bratschen, 6 Trompeten, 3 Posaunen, Violone, Cembalo, 1676
- Ciaccona, 2 Trompeten, Violine, 3 Bratschen, Violone und Cembalo, 1678[1]